# Ricardo Anlló
Nacional I, apodo de Ricardo Anlló Orrio, (Calatayud, 23 de febrero de 1891 - Madrid, 21 de octubre de 1977), fue un destacado torero aragonés y el miembro más conocido de una familia de cuatro hermanos toreros, Juan (Nacional II), Eduardo (Nacional III) y Ramiro (Nacional Chico).
Debutó como torero en Madrid el 19 de mayo de 1918, y se mantuvo en activo hasta agosto de 1927, cuando se retiró del espectáculo taurino.
El compositor de Calatayud Pascual Marquina Narro le dedicó en 1917 su composición Nacional.